# Lithophasia
Lithophasia là một chi bướm đêm thuộc họ Noctuidae.

## Các loài tiêu biểu
- Lithophasia quadrivirgula (Mabille, 1888)
- Lithophasia venosula Staudinger, 1892